# Silicon Prairie
Pour les articles homonymes, voir Silicon.
La Silicon Prairie est le nom porté par trois technopôles américains des États de l'Illinois et du Texas, ainsi qu'un technopôle français de l'ex-province du Berry, c'est-à-dire les départements du Cher et de l'Indre.

## Illinois Silicon Prairie
Ce technopôle est située entre Chicago et Champaign.

## Austin Silicon Prairie
Le technopôle de Austin est parfois surnommée Silicon Hills. Il concentre principalement des entreprises dédiées aux multimédias et aux nouvelles technologies (logiciels), en lien avec les laboratoires de l'Université du Texas.
Parmi les entreprises installées dans cet espace technopolitain : Dell, Motorola,

## Dallas-Fort Worth Silicon Prairie
La Silicon Prairie texane est située entre les villes de Dallas et de Fort Worth. Ce technopôle concentre des entreprises spécialisées dans les technologies de l'information et de la communication. Situé au Nord de la ville de Dallas, le long de l'autoroute, cet espace est appelé aussi Telecom corridor.
Cet espace technopolitain regroupe ainsi plus de 600 grandes entreprises comme Texas Instruments, Southwestern Bell, CompUSA, AT&T dans la ville de Dallas, Fujitsu, Electronic Data Systems à Plano, Alcatel, Nokia, Ericsson, Sprint, MCI ou encore Nortel à Richardson.

## Midwest Silicon Prairie
Une zone du Midwest des Etats-Unis est souvent qualifiée de Silicon Prairie. Cette région est globalement constituée des états le long de l'Interstate 29, notamment le Missouri, le Indiana, l'Iowa, le Kansas, le Dakota du Sud et le Nebraska.
Parmi les entreprises de cette Silicon Prairie, figurent Gateway 2000, Workiva (Iowa), Paycom (en) (Oklahoma City), Dwolla (en) (Des Moines).

## Sources
Ce texte est en partie inspiré par l'article du wikipedia anglophone.